# Союз за демократію та соціальний прогрес
Союз за демократію та соціальний прогрес (фр. Union pour la Démocratie et le Progrès Social) — одна з основних сучасних політичних партій Демократичної Республіки Конго.
Партія має найбільшу кількість зареєстрованих членів (бл. 45 мільйонів осіб станом на 2008 рік — 75 % конголезького населення). Лідер партії, Етьєн Тшісекеді, брав участь у президентських виборах 2011 року, посівши друге місце.